# Jacques Immer

Jacques Immer, 1911

Jacques Immer (* 2. Mai 1870 in Metzeral, Kanton Münster, † nach 1918) war ein liberaler deutscher Politiker und Mitglied der zweiten Kammer des Landtags des Reichslandes Elsaß-Lothringen.
Jacques Immer, der evangelischer Konfession war, war Fabrikant und Bürgermeister seines Heimatortes. Er war Mitglied des demokratischen Vereins des Kreises Colmar, der am 11. Oktober 1903 in der Liberalen Landespartei als Zusammenschluss verschiedener liberaler Parteien und Gruppierungen aufging.
Für die Liberaldemokraten kandidierte er bei der Landtagswahl 1911 im Wahlkreis Colmar-Münster-Winzenheim für den Landtag des Reichslandes Elsaß-Lothringen. Im ersten Wahlgang gaben von den 8.010 Wahlberechtigten 6.668 Stimmen ab. Sieger des ersten Wahlgangs wurde Jacques Peirotes (SPD), der 2.320 Stimmen erhielt. Zweiter wurde der Kandidat des Nationalblocks Blumenthal vor Immer mit 2088 Stimmen.
Im Zweiten Wahlgang trat Peirotes nicht mehr an, da er bereits im Wahlkreis Straßburg VI gewählt worden war. Nun setzte sich Immer mit 4.077 Stimmen gegen Blumenthal durch, der 2.794 erhalten hatte.